# Полунін Сергій Володимирович
Сергій Володимирович Полунін (рос. Сергей Владимирович Полунин; 20 листопада 1989, Херсон, УРСР) — російський артист балету. Народився в Україні, більшу частину життя прожив за кордоном, спочатку у Британії, згодом у Росії. Має паспорти РФ, Сербії та України.
З 2007 по січень 2012 Полунін був членом Королівського балету в Лондоні, згодом став постійно запрошеним солістом. З 2012 був провідним солістом Московського музичного театру та постійним запрошеним солістом Новосибірського театру опери та балету.
Затятий прихильник російського президента Путіна, якого він називав «ангелом», «хорошою людиною, сповненою світла та любові». У листопаді 2018 року Полунін оголосив, що отримав російське громадянство, виклавши фотографію свого нового паспорта і зазначивши, що «радий стати росіянином». Підтримав російську окупацію України у 2022, зокрема російську окупацію рідного Херсону. Колаборант.

## Життєпис
Народився в Херсоні у сім'ї Галини та Володимира Полуніних.
У 4 роки почав займатись гімнастикою у спортивній школі (ДЮСШ № 3) під керівництвом Наталії Олексіївни Сікновенко, потім — А. Ярушева. У 8 років перейшов з гімнастики до херсонської танцювальної школи «Ювента», у клас педагога Г. Шабаршиної. Після закінчення річної підготовки у 9 років вступив до Київського хореографічного училища, де його викладачами були Е. Костюков, Т. Мартиненко (викладала парні класи) та М. Прядченко. 2003 — у віці 13 років — за підтримки Фонду Рудольфа Нурєєва, виїжджає до Лондона на навчання у Королівській школі балету. Після закінчення навчання в 17 років розпочинає роботу в Королівському балеті Лондона і стає в 19 років наймолодшим прем'єром у його історії.
У 22 вирішує залишити Лондон і переїжджає в Росію, де влітку 2012 року, за запрошенням артиста балету, балетмейстера й художнього керівника балетних труп двох російських театрів Ігоря Зеленського стає прем'єром музичного театру ім. Станіславського — Немировича-Данченка (Москва), а також постійно запрошеним солістом Новосибірського театру опери та балету.
У серпні 2018 року виступив на фестивалі «Опера в Херсонесі», який відбувся в анексованому Криму. У серпні 2019 року став виконувачем обов'язків «ректора» Академії хореографії в Севастополі, яка підзвітна російській владі. 11 грудня 2024 покинув пост «ректора» і заявив, що покидає Росію.

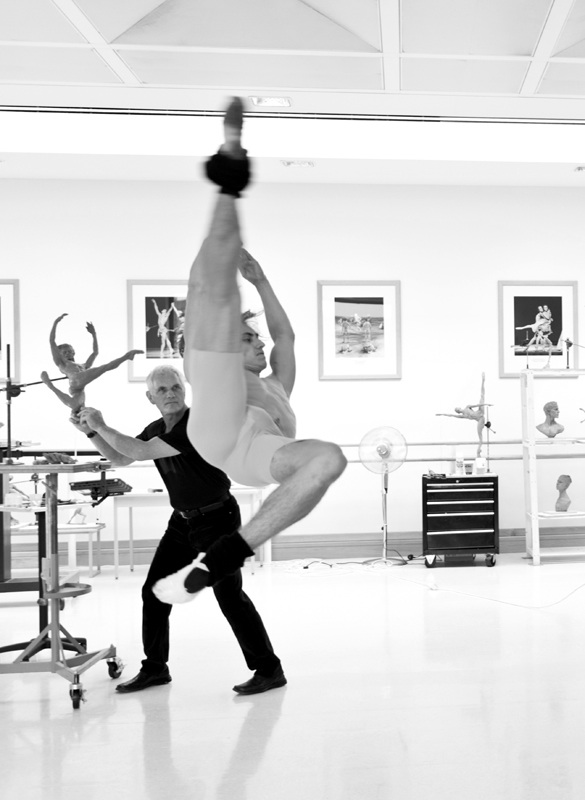
Полунін в студії Річарда МакДональда.

## Репертуар (вистави і проєкти)
- Рудольф. «Майерлінг» К. МакМілана (2013).
- Де Гріє. «Манон» в постановці К. МакМілана.
- Амінта. «Сільвія» в постановці Фредеріка Аштона.
- Солор. «Баядерка» Л. Мінкуса в постановці Н. Макарової.
- Альберт. «Жизель» А. Адана.
- Лускунчик-принц. «Лускунчик» Чайковського.
- Принц. «Попелюшка» С. Прокоф'єва.
- Принц Дезіре. «Спляча красуня» Чайковського
- Арман. «Маргарита й Арман» в постановці Фредеріка Аштона.
- Головна партія у балеті Ф.Аштона «Рапсодія».
- Валет Червів. «Аліса в країні чудес» (хореографія К. Уілдона) — перший виконавець партії та учасник прем'єри.
- Базиль. «Дон Кіхот» Л. Мінкуса (хореографія А. Горського в ред. М. Чічінадзе).
- Алі. «Корсар» А. Адана (хореографія Петіпа і Гусєва в редакції Хом'якова та Зеленського).
- Франц. «Коппелія» Р.Петі.
- Принц Зігфрид, «Лебедине озеро».
- Вовк, «Петро і вовк» С. Прокоф'єва.
- Наглядач рабинь (сцена «Ганнібал») і Пастух (сцена «Німий») в мюзиклі «Привид опери» Ендрю Ллойда Уеббера.
- Нарцис у постановці К. Голейзовського та Джеймс Дін для проєкту «Men in motion».[13]
- Участь у проєкті «Can I make the music fly?» для дому моди Dior.
- Номери у проєкті «Великий балет» на телеканалі «Культура»: «Нарцис» Касьяна Голейзовського, «Буржуа» Бена ван Каувенберга, дует «100 градусів по Цельсію» Еміля Фаски, дует з балету «Маргарита й Арман» Фредерика Аштона, варіації Франца з «Коппелії» й Актеону з па де де «Діана та Актеон» Агрипіни Ваганової.[14]

## Фільмографія
- 2016 — «Танцівник» (Dancer), документальний фільм режисера Стівена Кантора.
- 2017 — Вбивство у «Східному експресі» / Murder on the Orient Express — худ.фільм режисера Кеннета Брани, в якому С.Полунін зіграв роль графа Рудольфа Андрені.
- 2018 — Червоний горобець / Red Sparrow, режисер Френсіс Лоуренс.
- 2018 — Лускунчик і чотири королівства /The Nutcracker and the Four Realms, режисер Лассе Халльстрем, Джо Джонстон.
- 2018 — Біла ворона / The White Crow, режисер Рейф Файнс.
- 2020 — Звичайна пристрасть / Passion simple, режисер Даніель Арбід

## Нагороди
- Призер танцювального конкурсу в «Артеці» (2001)
- Призер конкурсу «Юність балету» (2002)
- Призер Міжнародного конкурсу Лифаря (2002)
- Золота медаль та приз глядацьких симпатій балетного конкурсу «Приз Лозанни» (2006)
- Переможець Молодіжного конкурсу Гран-прі Америки /YAGP/ (2006)
- Золота медаль Міжнародного конкурсу Лифаря у Києві (2006)
- Звання «Молодий танцюрист року» у Великій Британії (2007)
- Національна премія британської спільноти критиків (Critics' Circle National Dance Awards) як найперспективніший танцюрист (2010)
- Національна премія британської спільноти критиків (Critics' Circle National Dance Awards) як найперспективніший танцюрист (2011)
- Переможець конкурсу «Великий балет» на телеканалі «Культура» у номінації «найкращий танцюрист» (2012)

## Скандали
- Під час кар'єри Полуніна в Лондонському Королівському балеті в британських ЗМІ стали з'являтися повідомлення про нестримні вечірки, що тривали ночі поспіль, відпочинок в лондонських клубах; вживання кокаїну, депресію і навіть спроби членоушкодження. Сам Полунін хизувався скандальною популярністю, покрив своє тіло татуюваннями, зокрема зображенням свого кумира — голлівудського актора Джеймса Діна, що помер молодим.
- Полунін стверджував, що не раз виходив на сцену під впливом кокаїну, а одного разу навіть опублікував у себе в «Твіттері» клич: «Хто-небудь продає героїн? Хочу підняти настрій». За Полуніним закріпилося прізвиська «enfant terrible» ("жахлива дитина ") та bad boy («поганий хлопець, хуліган») балету. Спочатку в цьому бачилося швидше поблажливий осуд і мало не захоплення ескападами зірки. У 2012 році він був змушений піти з Королівського балету, заявивши, що «через занадто жорстку атмосферу в театрі художник в ньому вмирає»[15].
- У лютому 2019 року в інтерв'ю агенції Франс Прес у Москві він продемонстрував татуювання з портретом Путіна на грудях[16]. Згодом у своєму інтерв'ю Guardian він визнав, що «мало не з дитинства захоплювався Путіним», вважає його «героєм і сильною особистістю». «Я бачу в ньому світло» — заявив Полунін[17].
- 30 грудня 2022 року міланський театр Arcimboldi повідомив про скасування балетного шоу «Распутін — танцювальна драма», яке мало відбутися 28-29 січня 2023 року за участі Полуніна, «через кампанію протестів в інтернеті та соціальних мережах» (через його татуювання із зображенням Путіна)[18].

## Проросійські погляди
Полунін не приховує своє захоплення російським президентом Путіним, якого він називав «ангелом», «хорошою людиною, сповненою світла та любові». У листопаді 2018 року Полунін оголосив, що отримав російське громадянство, виклавши фотографію свого нового паспорта і зазначивши, що «радий стати росіянином». До свого допису з російським паспортом в Instagram Полунін додав повідомлення «Росія для мене завжди була та є добром і я дуже радий стати громадянином Росії та прийняти позицію проти зла та безсовісних людей, котрі створюють революції та війни в Україні, Грузії та інших країнах». Наприкінці грудня 2018 року Полунін написав допис про події Євромайдану, в якому висловив підтримку бійцям «Беркуту».
У відповідь на його проросійські заяви, в кінці листопада 2018 року він був внесений до «чистилища» бази «Миротворець».